# Erich Traub
Erich Traub, född 27 juni 1906 i Asperglen, Rudersberg, död 18 maj 1985 i Rosenheim, var en tysk veterinär, virolog och biolog. Han var specialist på mul- och klövsjuka, boskapspest och newcastlesjuka. Traub var medlem i Nationalsocialistiska tyska arbetarepartiet (NSDAP) och Nationalsozialistisches Kraftfahrkorps (NSKK). Under andra världskriget var han laboratoriechef vid Tredje rikets anläggning för biologiska vapen i närheten av Greifswald.